# Akira Corassani
Hamid Khorassani (Lund, 27 de Agosto de 1982) é um ex-lutador sueco de ascendência iraniana de artes marciais mistas, competiu no Peso Pena do Ultimate Fighting Championship.

## Carreira no MMA

### The Ultimate Fighter
Em 2011, Corassani entrou para o UFC para competir no The Ultimate Fighter: Team Bisping vs. Team Miller. No primeiro episódio, Corassani enfrentou Brian Pearman por uma vaga na casa do Ultimate Fighter. Corassani derrotou Pearman no primeiro round por nocaute. Corassani foi o 2° Peso Pena escolhido pela Equipe Bisping.
Do terceiro episódio até o quinto, Corassani mostrou mutas vezes alterações com o lutador da Equipe Mayhem, Dustin Neace. Os dois mais tarde foram selecionados para se enfrentar no round preliminar. Durante a luta, ainda no primeiro round, Neace aplicou uma chave de calcanhar, e Corassani aparentou ter batido; porém o árbitro Herb Dean não interrompeu a luta e Corassani foi liberado da finalização. Corassani então derrotou Neace por decisão majoritária após dois rounds. Com a vitória Corassani se classificou para as semi-finais.
Corassani foi escolhido para enfrentar o lutador da Equipe Mayhem, Dennis Bermudez, nas semi-finais. A luta determinaria quem avançaria para a final do Torneio de Penas. Embora Corassani tenha controlado a luta na trocação, conseguindo vários knockdowns, Corassani perdeu por finalização no primeiro round.

### Ultimate Fighting Championship
Embora Corassani tenha perdido nas semi-finais, e não venceu o reality, ele conseguiu um contrato com o UFC. Ele era esperado para fazer sua estréia em 3 de Dezembro de 2011 no The Ultimate Fighter 14 Finale contra Steven Siler. Porém, após sofrer uma lesão nos treinos, Corassani foi forçado a se retirar da luta e foi substituído pelo estreante Josh Clopton.
Corassani era esperado para fazer sua estréia no UFC na Suécia contra Jason Young em 14 de Abril de 2012 no UFC on Fuel TV: Gustafsson vs. Silva. Porém, novamente Corassani se retirou da luta com uma lesão.
Corassani enfim fez sua estréia no UFC e venceu por decisão dividida contra Andy Ogle em 29 de Setembro de 2012 no UFC on Fuel TV: Struve vs. Miocic.
A luta contra Robbie Peralta, que aconteceria no UFC 156, foi movida para 6 de Abril de 2013 no UFC on Fuel TV: Mousasi vs. Latifi, após uma doença de Corassani. Ele venceu a luta por decisão unânime.
Corassani era esperado para enfrentar Mike Brown em 17 de Agosto de 2013 no UFC on Fox Sports 1: Shogun vs. Sonnen, porém Corassani sofreu uma lesão e foi substituído por Steven Siler.
Corassani enfrentou o venezuelano Maximo Blanco em 30 de Novembro de 2013 no The Ultimate Fighter 18 Finale. Corassani sofreu uma joelhada ilegal na cabeça pois estava com 3 apoios no tablado, e seu oponente foi desclassificado por isso, resultando em uma vitória por desclassificação para Corassani.
Corassani enfrentou Dustin Poirier em 16 de Abril de 2014 no UFC Fight Night: Bisping vs. Kennedy. Ele perdeu por nocaute técnico no segundo round.
Ele enfrentaria o ex-desafiante Chan Sung Jung em 4 de Outubro de 2014 no UFC Fight Night: Nelson vs. Story, mas Jung se lesionou e teve que se retirar da luta. Ele foi substituído por Max Holloway. Corassani foi derrotado por nocaute ainda no primeiro round.
Corassani sofreu mais uma derrota, dessa vez para Sam Sicilia em 24 de Janeiro de 2015 no UFC on Fox: Gustafsson vs. Johnson por nocaute.

## Aposentadoria
Com as derrotas seguidas e com cartel de apenas 3-3 dentro do UFC, Corassani anunciou em 26 de janeiro de 2015 em sua página oficial do Facebook, que se aposentaria do MMA.

## Cartel no MMA
| Cartel no MMA       |             |            |
| 19 lutas            | 12 vitórias | 6 derrotas |
| Por nocaute         | 1           | 6          |
| Por finalização     | 3           | 0          |
| Por decisão         | 7           | 0          |
| Por desqualificação | 1           | 0          |
| No contest          | 1           | 1          |

| Res.    | Cartel   | Oponente            | Método                                  | Evento                               | Data       | Round | Tempo | Local               | Notas                                                   |
| ------- | -------- | ------------------- | --------------------------------------- | ------------------------------------ | ---------- | ----- | ----- | ------------------- | ------------------------------------------------------- |
| Derrota | 12-6 (1) | Sam Sicilia         | Nocaute (soco)                          | UFC on Fox: Gustafsson vs. Johnson   | 24/01/2015 | 1     | 3:26  | Estocolmo           |                                                         |
| Derrota | 12-5 (1) | Max Holloway        | Nocaute (socos)                         | UFC Fight Night: Nelson vs. Story    | 04/10/2014 | 1     | 3:11  | Estocolmo           |                                                         |
| Derrota | 12-4 (1) | Dustin Poirier      | Nocaute Técnico (socos)                 | UFC Fight Night: Bisping vs. Kennedy | 16/04/2014 | 2     | 0:42  | Quebec City, Quebec | Luta da Noite.                                          |
| Vitória | 12-3 (1) | Maximo Blanco       | Desqualificação (joelhada ilegal)       | The Ultimate Fighter 18 Finale       | 30/11/2013 | 1     | 0:25  | Las Vegas, Nevada   |                                                         |
| Vitória | 11-3 (1) | Robbie Peralta      | Decisão (unânime)                       | UFC on Fuel TV: Mousasi vs. Latifi   | 06/04/2013 | 3     | 5:00  | Stockholm           |                                                         |
| Vitória | 10–3 (1) | Andy Ogle           | Decisão (dividida)                      | UFC on Fuel TV: Struve vs. Miocic    | 29/09/2012 | 3     | 5:00  | Nottingham          | Luta nos Penas                                          |
| Derrota | 9–3 (1)  | Paul Reed           | Nocaute Técnico (socos)                 | The Zone FC 8                        | 26/02/2011 | 2     | 3:28  | Gothenburg          |                                                         |
| Vitória | 9–2 (1)  | Graham Turner       | Decisão (unânime)                       | Superior Challenge 6                 | 29/10/2010 | 3     | 5:00  | Stockholm           |                                                         |
| Vitória | 8–2 (1)  | Martin Begley       | Finalização (scissor choke)             | Vision Fighting Championship 1       | 28/08/2010 | 1     | 4:28  | Karlstad            |                                                         |
| Vitória | 7–2 (1)  | Ivan Buchinger      | Decisão (unânime)                       | Battle of Botnia 2                   | 12/12/2009 | 3     | 5:00  | Uma                 |                                                         |
| Vitória | 6–2 (1)  | Peter Mettler       | Nocaute Técnico (socos)                 | Superior Challenge 4                 | 31/10/2009 | 1     | 3:42  | Stockholm           |                                                         |
| NC      | 5–2 (1)  | Felipe Enomoto      | NC (resultado mudado)                   | Gods of War 5                        | 12/09/2009 | 3     | 5:00  | Baumholder          | Decisão para Enomoto; Mudado por motivos desconhecidos. |
| Vitória | 5–2      | Dominique Stetefeld | Finalização (triângulo de braço)        | La Onda Fight Night 2                | 23/05/2009 | 3     | 5:00  | Magdeburg           |                                                         |
| Vitória | 4–2      | Grzegorz Tredowski  | Decisão (unânime)                       | United Glory 10                      | 09/11/2008 | 3     | 5:00  | Arnhem              |                                                         |
| Derrota | 3–2      | Darin Hughes        | Nocaute Técnico (socos)                 | Superior Challenge 1                 | 05/04/2008 | 2     | 4:10  | Stockholm           |                                                         |
| Vitória | 3–1      | Jukka Kuitunen      | Decisão (unânime)                       | Shooto Chicago Collision III         | 17/11/2007 | 2     | 5:00  | Lahti               |                                                         |
| Vitória | 2–1      | Raymond Jarman      | Finalização (triângulo)                 | United Glory 5                       | 09/09/2007 | 2     | N/A   | Amersfoort          |                                                         |
| Vitória | 1–1      | Jaroslav Poborsky   | Decisão (unânime)                       | Gods of War 1                        | 28/07/2007 | 3     | 5:00  | Alemanha            |                                                         |
| Derrota | 0–1      | Dion Staring        | Nocaute Técnico (interrupção do córner) | United Glory 3                       | 20/05/2007 | 2     | 2:52  | Amersfoort          |                                                         |